# Lorentz (rapper)
Lorentz Johannes Alexander Berger, noto semplicemente come Lorentz (Stoccolma, 28 luglio 1991), è un rapper svedese.

## Biografia
Kärlekslåtar (2014), primo album in studio, è stato pubblicato nel maggio 2014 e ha raggiunto la 22ª posizione della Sverigetopplistan; il disco è stato in seguito certificato oro dalla IFPI Sverige per aver superato la soglia delle 15 000 unità equivalenti. Lycka till, uscito nel giugno 2017, ha esordito al 5º posto della classifica svedese. Al disco ha fatto seguito l'LP Krig och fred, presentato circa tre anni più tardi; il progetto ha segnato il terzo ingresso del rapper all'interno della top 30 svedese.
A circa un anno di distanza l'artista ha fatto ritorno sulle scene musicali rendendo disponibile per il consumo il quarto disco, dal titolo R1 efter drömmen.

## Discografia

### Album in studio
- 2014 – Kärlekslåtar
- 2017 – Lycka till
- 2020 – Krig och fred
- 2021 – R1 efter drömmen

### Singoli
- 2014 – Visa mig vägen
- 2014 – Allt från mig
- 2016 – Romeo
- 2018 – Wow Pow
- 2020 – Intro (feat. Duvchi)
- 2020 – Inte för oss (con Bennett e Madi Banja)
- 2020 – Du vill inte missa det här (feat. Velocet)
- 2021 – Bravehearts
- 2021 – Bathing Ape
- 2021 – Yessir
- 2023 – Music to Get Rich to (con Halon e Jahju16)
- 2024 – Asfalten (feat. Halon)